# Croton capitis-york
Espèce
Croton capitis-york est une espèce de plantes à fleurs du genre Croton et de la famille des Euphorbiaceae, présente en Australie dans le Queensland (Péninsule du cap York).
Il a pour synonyme :
- Croton capitis-york var. pilosus, Airy Shaw, 1980